# IBM System/23 Datamaster
El System/23 Datamaster (model d'escriptori 5322 i model de torre 5324) fou un microordinador de 8 bits desenvolupat per IBM. Juntament amb el 6850 Displaywriter fou un dels primers microordinadors d'IBM previs i incompatibles amb el 5150 PC. Comercialitzat el juliol de 1981, el Datamaster va ser l'ordinador més econòmic d'IBM fins que el mes següent s'anunciaria el seu successor, molt més econòmic i popular.

## Descripció

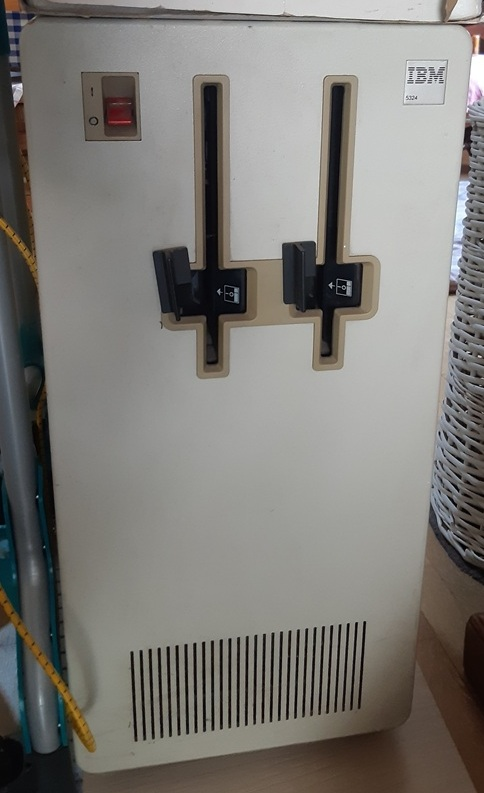
El model de torre 5324 té el monitor i el teclat separats de la unitat de procès

El Datamaster és el primer ordinador d'IBM en emprar un microprocessador no fabricat per IBM, el primer ordinador IBM en usar un microprocessador Intel, l'únic microordinador d'IBM de 8 bits i un dels pocs microordinadors en emprar la codificació EBCDIC. El model 5322 és un sistema integrat amb pantalla de raigs catòdics, teclat, processador, memòria i fins a dues unitats de disc internes de 8 polzades. El model 5324, anomenat "ergonòmic" està basat en torre i integra els mateixos components que el 5322 excepte pantalla i teclat. Internament ambdós models tenen la mateixa placa.

### Maquinari
El seu processador és un Intel 8085 de 8 bits que funciona a 6,14 MHz, amb un sistema de bancs per gestionar fins a 272 KB de memòria ROM i 128 KB de memòria RAM. La màquina té quatre ranures d'expansió internes.

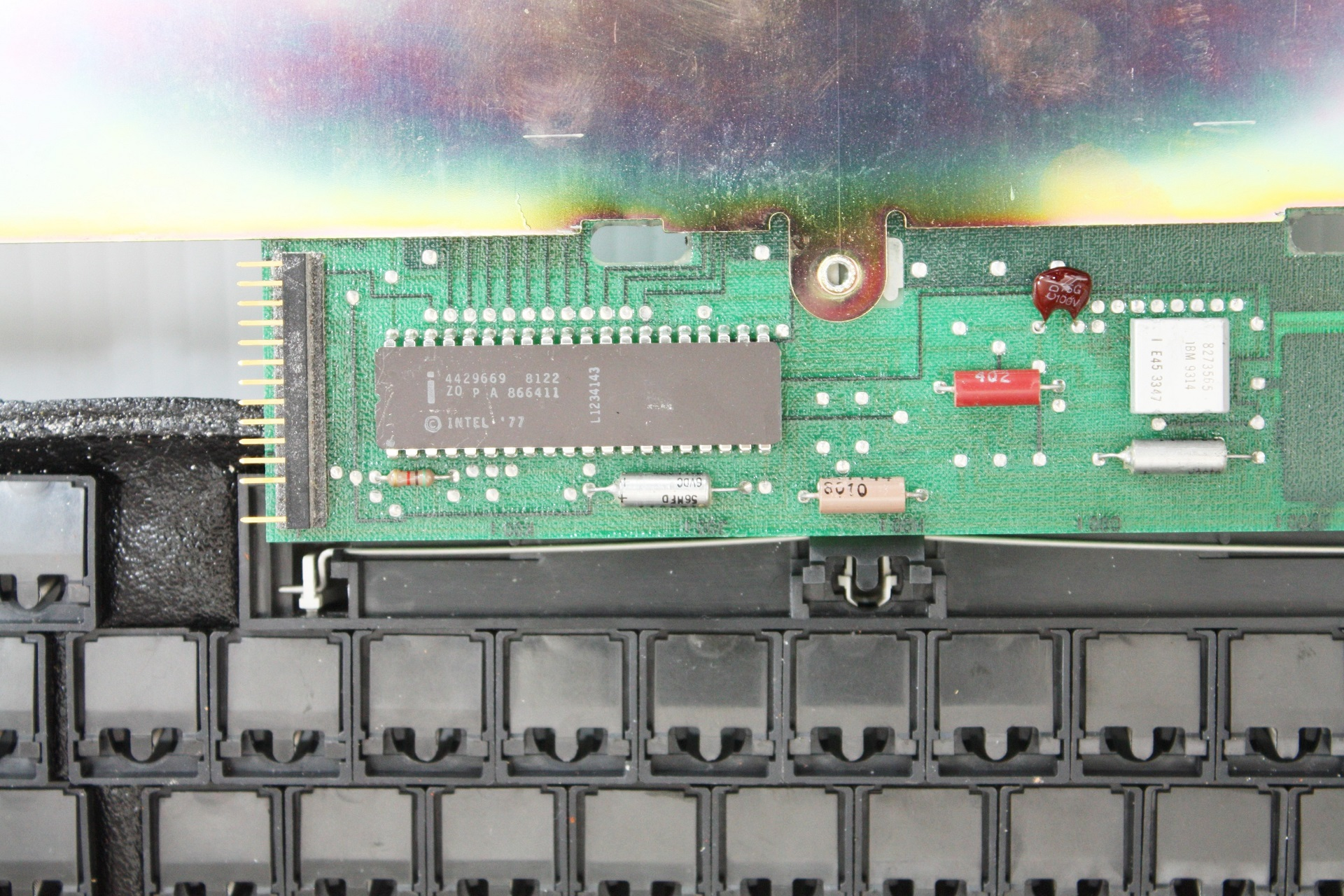
Microcontrolador Intel 8048 remarcat amb referència d'IBM.

El disseny i desenvolupament d'aquesta màquina es va efectuar, gairebé completament, mitjançant circuits integrats estàndards de l'època. Això va implicar emprar processador i circuits integrats de suport disponibles al mercat i una dependència de la família de components lògics de la sèrie 7400. Aquest fet marcà un canvi radical en la forma de procedir d'IBM, que sempre havia treballat en les seves famílies de semiconductors pròpies (com els SLT). Tot i això, per evitar l'aparició de clons els components van ser remarcats amb referències internes determinades per la companyia. Aquesta redesignació dels components és el principal impediment de reparació d'aquestes màquines, motiu pel qual en l'actualitat un gran nombre d'unitats roman avariada.
La memòria de només lectura del sistema corresponia originalment a catorze memòries de 8 KB cadascuna, per un total de 112 KB. Poc després d'entrar en producció el muntatge va ser apedaçat i es van instal·lar dues memòries més de la mateixa capacitat, donant un total de 128 KB de memòria ROM. El ROS, terme emprat per IBM per referir-se a aquest tipus de memòria, va numerat per poder ser identificat en els diagnòstics. La memòria ROM del Datamaster és propensa a la corrupció en el seu procés d'envelliment.
A diferència de la majoria de microordinadors de l'època, el System/23 empra RAM de nou bits en comptes de vuit. Això es deu al fet que s'emmagatzema un novè bit per comprovar la paritat. Això és un mecanisme per comprovar que els continguts de la memòria siguin correctes. En cas de no ser-ho, el mecanisme produeix una interrupció. Un altre tret distintiu que l'apropa a sistemes més moderns és el fet de no contenir la memòria de treball en la placa base, sinó que aquesta resideix en una o dues targetes que contenen els integrats de memòria RAM. Mentre que teòricament la paginació de memòria RAM permetria una capacitat màxima d'una mica més de 256 KB, és el sistema de detecció i identificació de les targetes el que limita l'ordinador a 128 KB. Les targetes disponibles per a l'ús en les dues ranures de memòria de la placa són de 32 KB i 64 KB respectivament. Això implica que la capacitat de memòria d'aquest ordinador és d'entre 32 KB i 128 KB en increments de 32 KB, sent la configuració més habitual la de 64 KB. En efecte, hi ha diversos submodels segons la quantitat de memòria i disqueteres que l'ordinador porti. Per concloure aquest apartat, explicar que els circuits integrats de memòria RAM que usa aquesta màquina són inusuals en el sentit que estan soldats en parells un sobre l'altre; fet que va generar rumors de que les memòries eren redundants quan en realitat es tracta d'una variant de la TMS4116, la TMS4132.
El subsistema de vídeo d'aquest ordinador està basat en l'Intel 8275. Aquest component té la responsabilitat de generar els sincronismes de vídeo, entre d'altres funcions. La secció està pràcticament copiada del full de dades d'aquest component. Com a peculiaritat, fa falta dir que té suport per llapis òptic i a més a més té un circuit de simulació de click d'aquest perifèric per fer-ne ús durant els diagnòstics. Respecte a la memòria de vídeo, aquesta no és dedicada com en el cas d'ordinadors basats en el TMS9918 o dispositius similars. Els símbols venen definits en un generador de caràcters que consta de vuit pàgines (una per regió/idioma suportat) de 128 glifs cadascuna. La limitació de 128 caràcters ve donada per l'amplada de les cues del 8275, que usa set bits per definir un caràcter.  Aquestes pàgines s'activen segons la configuració dels jumpers de la placa, però és el software el que s'encarrega de seleccionar la pàgina, i aquesta pot ser canviada en execució. El camp de la pantalla consta de 24 línies de 80 caràcters cadascuna.
La presència d'un dispositiu controlador DMA no és freqüent en els microordinadors de vuit bits. Aquest, va haver de ser afegit a causa de la incapacitat del CRTC de generar adreces de vídeo. En efecte, aquest component requereix un controlador de DMA per funcionar. En el Datamaster, el controlador de DMA és l' Intel 8257 i també té un canal dedicat per a transaccions amb les disqueteres.
El teclat, precursor del model F, està basat en el microcontrolador 8048 d'Intel. Aquest es comunica mitjançant un bus paral·lel amb un 8255, també d'Intel. La tecnologia del muntatge és capacitiva. En conjunt la peça compta amb 83 tecles. Com a curiositat, saber que en inicialitzar-se, el teclat envia un codi de verificació a la placa base per anunciar la seva presència. Sense ell els diagnòstics fallen.
El sistema compta amb un port de diagnòstics dedicat que permet facilitar les reparacions. Aquest era emprat usant una sonda especial que mostrava el codi corresponent a la comprovació realitzada. L'ús de la sonda és precís en cas de no arribar-se a inicialitzar la pantalla.

### Programari

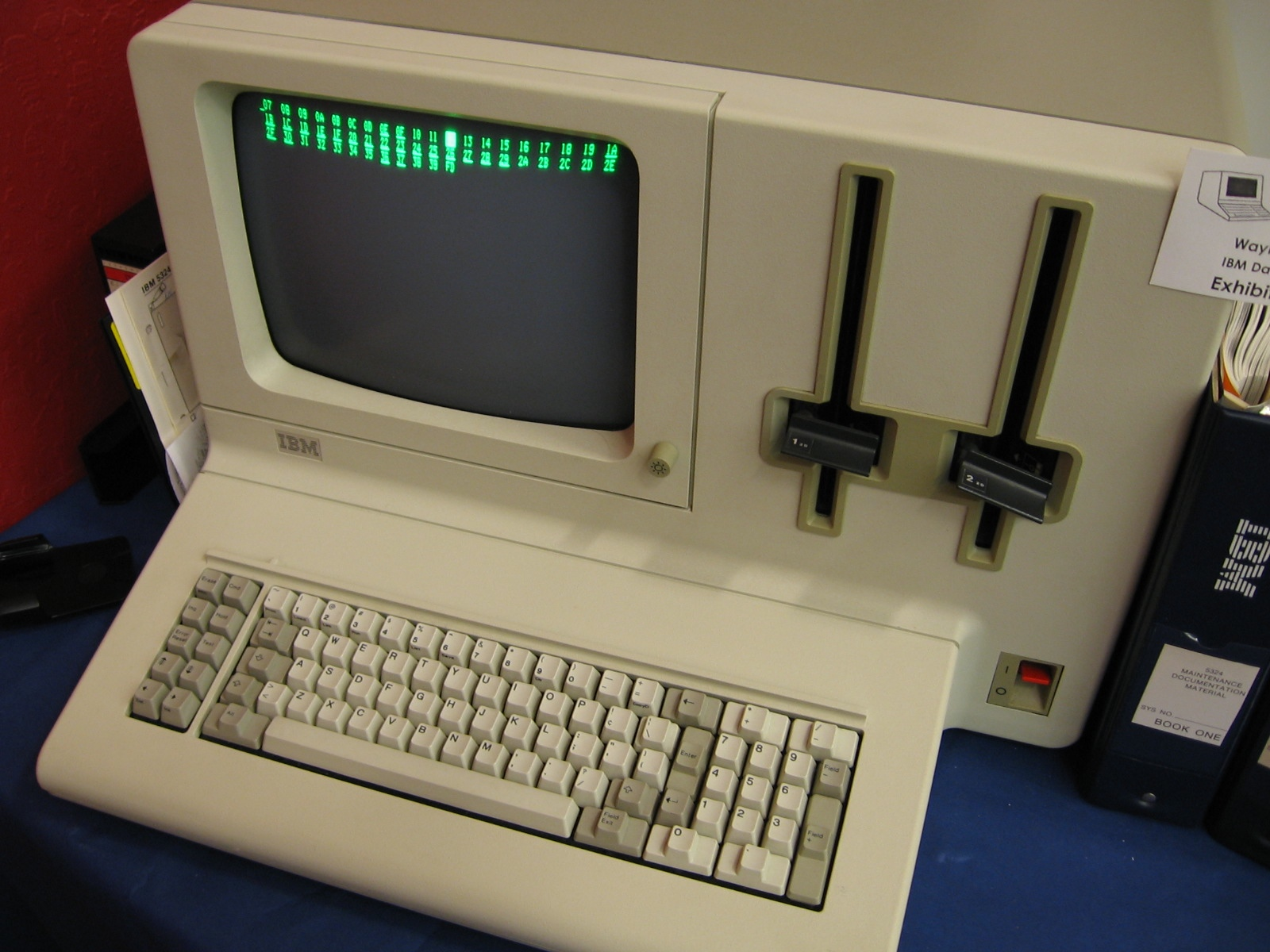
Sistema de diagnòstics del System/23 Datamaster, mostrant un error de ROM (ROS 12h)

El Datamaster havia estat concebut per ser un ordinador que es pogués instal·lar i fer funcionar sense la necessitat d'acudir a especialistes. Per això porta integrat llenguatge de programació BASIC en memòria ROM. Durant una fase ja avançada del projecte, la direcció d'IBM va decidir fusionar la implementació del BASIC ja existent pel Datamaster el del System/34 la qual cosa va retardar el Datamaster gairebé un any.  El BASIC del System/23 és un entorn tancat, doncs es va prendre la decisió de que els usuaris no poguèssin accedir als recursos del maquinari directament i per aquesta raó aquest dialecte manca instruccions com PEEK i POKE. IBM tampoc va proveïr als usuaris amb mitjans per programar l'ordinador a baix nivell, deixant el BASIC interpretat com a única opció.
Un punt distintiu d'aquesta màquina és el seu avançat sistema de diagnòstics. Les comprovacions es fan sobre la CPU, la RAM, la ROM i tots els circuits integrats que conformen els perifèrics de la placa. Aquesta sèrie de procediments s'anomenen PID-1200 o POD segons el manual de servei. Aquestes rutines mostren els resultats per la pantalla quan és possible i mitjançant una sonda quan no ho és. Els procediments són prou exactes com per determinar si una memòria ROM en concret està malmesa. També sap diferenciar si aquesta està absent.

## Influència en sistemes IBM posteriors
La familiaritat que el grup de disseny va obtenir amb el projecte Datamaster i Displaywriter va animar a escollir una CPU Intel per al següent microordinador IBM. El retard causat per la decisió de reutilitzar System/34 BASIC al Datamaster va ser un dels factors que van portar IBM a prendre la decisió d'utilitzar Microsoft BASIC per al 5150 PC. Un altre motiu va ser la popularitat de Microsoft BASIC als ordinadors domèstics en aquell moment.
Diversos components de maquinari, concretament el temporitzador 8253 i el controlador d'interrupcions programable 8259 del Datamaster es van reutilitzar en el posterior IBM PC. El controlador de DMA va ser reemplaçat pel 8237, que era una millora del 8257 que du el System/23. L'amplada de la memòria RAM es va traslladar també al 5150, encara que es va canviar els tipus de memòria emprats originalment pel Datamaster però aquestes sí que van arribar de retruc amb les primeres expansions oficials de RAM; el mecanisme de detecció de paritat també es va mantenir. El bus d'expansió de l'ordinador, més tard conegut com a bus ISA, es basava en el seu anàleg del Datamaster, sent canviades només cinc senyals. A diferència del que es rumorejava, el bus no està capgirat; es tractaria d'una mala comprensió del manual de servei de dita màquina, que sí que el mostra capgirat. El teclat del Datamaster, amb la seva disposició de tecles d'estil 5251, també es va reutilitzar a l'ordinador, encara que amb una interfície en sèrie (en lloc de la paral·lela que s'utilitza al Datamaster) i amb una nova carcassa externa.
Tot i no ser compatible en codi, el sistema de diagnòstics es va portar i es va simplificar, i va passar a anomenar-se POST.

## Emuladors

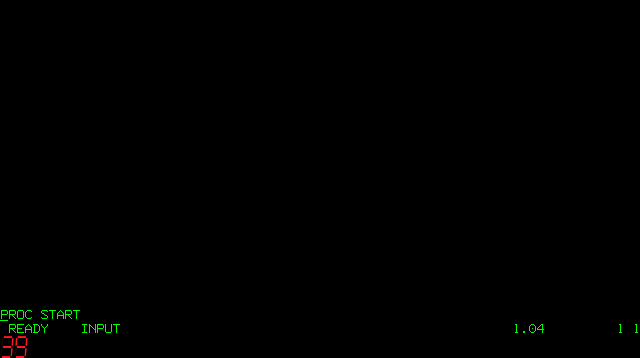
IBM System/23 Datamaster a MAME. El sistema en aquest moment espera que l'usuari comenci a programar BASIC.

Fins a finals de febrer de 2025, aquest ordinador no disposava d'emulador. Des d'aleshores compta amb un driver de MAME que ofereix una emulació incompleta, una de les seves limitacions és que encara no emula el sistema de control de les disqueteres. Tot i això és suficientment funcional com per poder usar BASIC amb ell. Aquesta obra ha de ser encara aprovada per ser inclosa en el repositori oficial de MAME.

## Cronologia
| Cronologia dels ordinadors personals IBM                       |
| -------------------------------------------------------------- |
|                                                                |
| L'asterisc (*) mostra que el model només es va llançar al Japó |